# Etwall
Etwall är en ort och civil parish i Storbritannien.   Den ligger i distriktet South Derbyshire i grevskapet Derbyshire i England, i den södra delen av landet, 180 km nordväst om huvudstaden London. Etwall ligger 76 meter över havet och antalet invånare är 2 397.
Terrängen runt Etwall är platt. Runt Etwall är det tätbefolkat, med 257 invånare per kvadratkilometer. Närmaste större samhälle är Derby, 9,4 km nordost om Etwall. Trakten runt Etwall består till största delen av jordbruksmark.